# David Herd
David George Herd  (* 15. April 1934 in Hamilton; † 1. Oktober 2016 in Middlebie) war ein schottischer Fußballspieler.

## Karriere
Der Stürmer stammt aus einer Fußballerdynastie. Sein Vater Alec Herd spielte bei Manchester City und sein Onkel Sandy Herd war schottischer Nationalspieler. Herd begann seine Karriere 1950 bei Stockport County. Er spielte in dieser Zeit mit seinen eigenen Vater zusammen. 1954 wechselte der Schotte zum FC Arsenal. Sein Debüt für die Gunners gab er 1955 gegen Leicester City. Der Schotte blieb den Kanonieren bis 1961 treu. Zur Saison 1961/62 wechselte er zu Manchester United. Das erste Pflichtspiel für ManU gab er gegen West Ham United am 19. August 1961. Herd wurde zweimal englischer Pokalsieger, ein Mal englischer Meister und gewann den Meisterpokal mit Manchester United. Nach einem Fußbruch wurde Herd nur mehr selten eingesetzt und so kam es, dass er Anfang der Saison 1968/1969 zu Stoke City wechselte. Seine Karriere ließ er beim irischen Klub FC Waterford ausklingen.
International spielte er fünf Mal für die schottische Fußballnationalmannschaft.
Nach seinem Karriereende trainierte er kurzzeitig Lincoln City.

### Erfolge
alle als Spieler
- 2 × englischer Meister mit Manchester United (1965, 1967)
- 1 × englischer Pokalsieger mit Manchester United (1963)
- 1 × Meisterpokalsieger mit Manchester United (1968)